# Abu Madi
 (novembre 2023).
Si vous disposez d'ouvrages ou d'articles de référence ou si vous connaissez des sites web de qualité traitant du thème abordé ici, merci de compléter l'article en donnant les références utiles à sa vérifiabilité et en les liant à la section « Notes et références ».
Le site égyptien d’Abu Madi regroupe plusieurs tells du Néolithique de la culture Khiamien du sud du Sinaï. Il se trouve près du Monastère Sainte-Catherine, au sommet d'une crête de granite.